# Wasyiat Hasbullah
Wasyiat Hasbullah là một cầu thủ bóng đá người Indonesia thi đấu cho PSM Makassar ở Liga 1 ở vị trí hậu vệ.